# Тереза (пьеса)
«Тереза» (фр. Teresa) — драма французского писателя Александра Дюма-отца, написанная им на основе наброска Анисе Буржуа и впервые поставленная на сцене в 1832 году.

## Сюжет
Действие пьесы происходит в современной автору Франции. Артур Савиньи и Амели Делоне помолвлены. Отец Амели привозит из Италии новую жену Терезу, в которой Артур узнаёт свою знакомую. Он влюбляется в неё, но всё же женится на Амели. Позже Тереза становится любовницей Артура. Барон Делоне обо всём узнаёт, но отказывается от мести ради дочери. Артур и Амели сохраняют брак, а Тереза, полная раскаяния, принимает яд.

## Создание и оценки
Александр Дюма-отец написал «Терезу» в 1831 году на основе наброска, созданного Анисе Буржуа. Он сам позже рассказывал, что создал эту пьесу, только чтобы оказать услугу актёру Пьеру Бокажу (тот хотел сыграть барона Делоне), и что ему «Тереза» не нравится за исключением одного персонажа — Амели, «цветка того же сада, что Миранда в „Буре“ и Клерхен в „Эгмонте“». Эту роль сыграла Ида Ферье, ставшая сразу после премьеры любовницей Дюма, а в 1840 году — его женой.
Премьера «Терезы» состоялась 6 февраля 1832 года в театре комической оперы Водатур. Пьеса вызвала всеобщий интерес из-за явного жанрового несоответствия месту постановки, а в дальнейшем имела большой успех. Позже Дюма и Анисе Буржуа написали совместно пьесы «Екатерина Говард» и «Анжела». Вторую литературоведы считают более удачной, чем «Тереза».